# Leszczyna

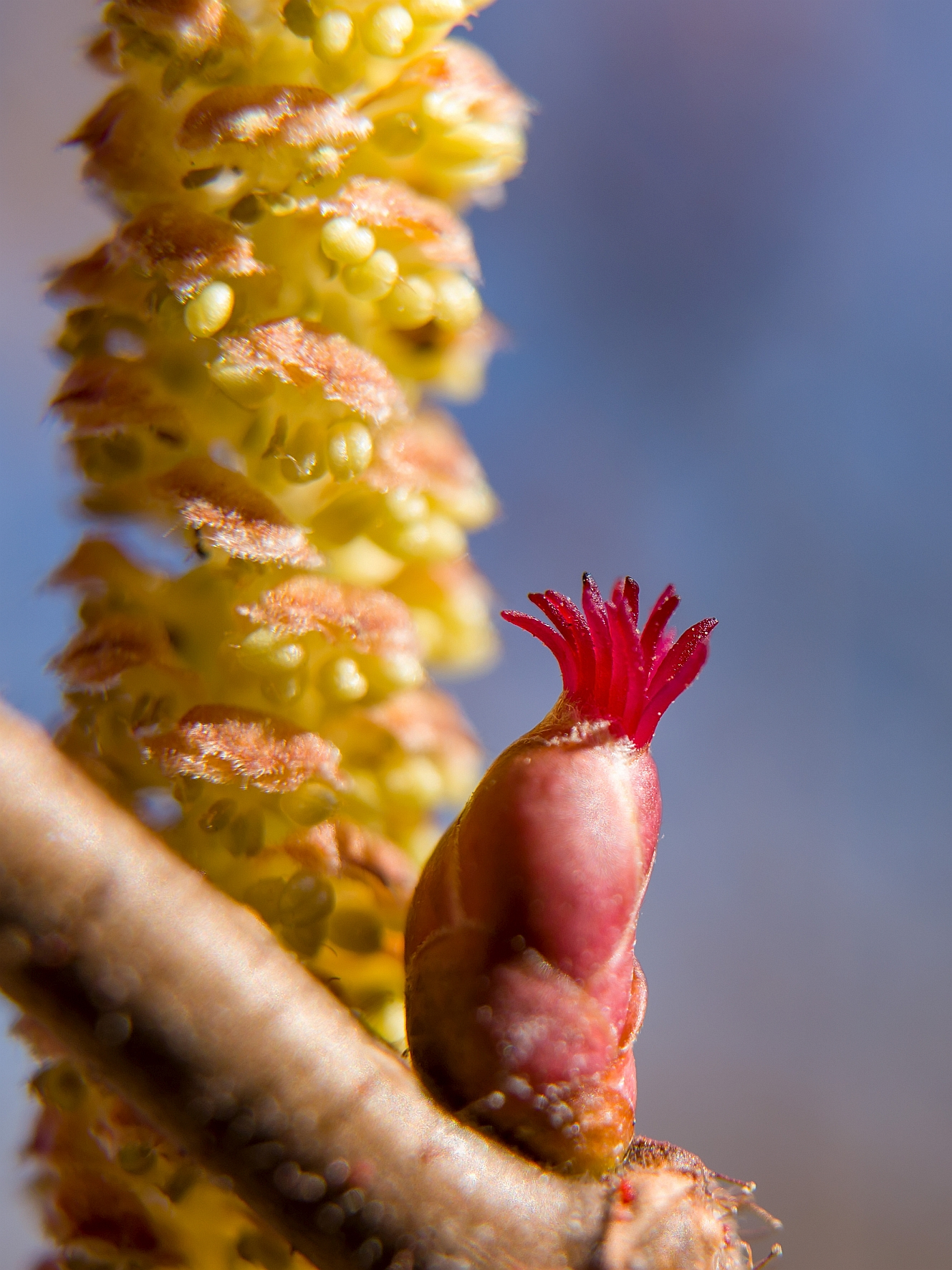
Kwiat żeński leszczyny pospolitej, w tle kwiatostan męski

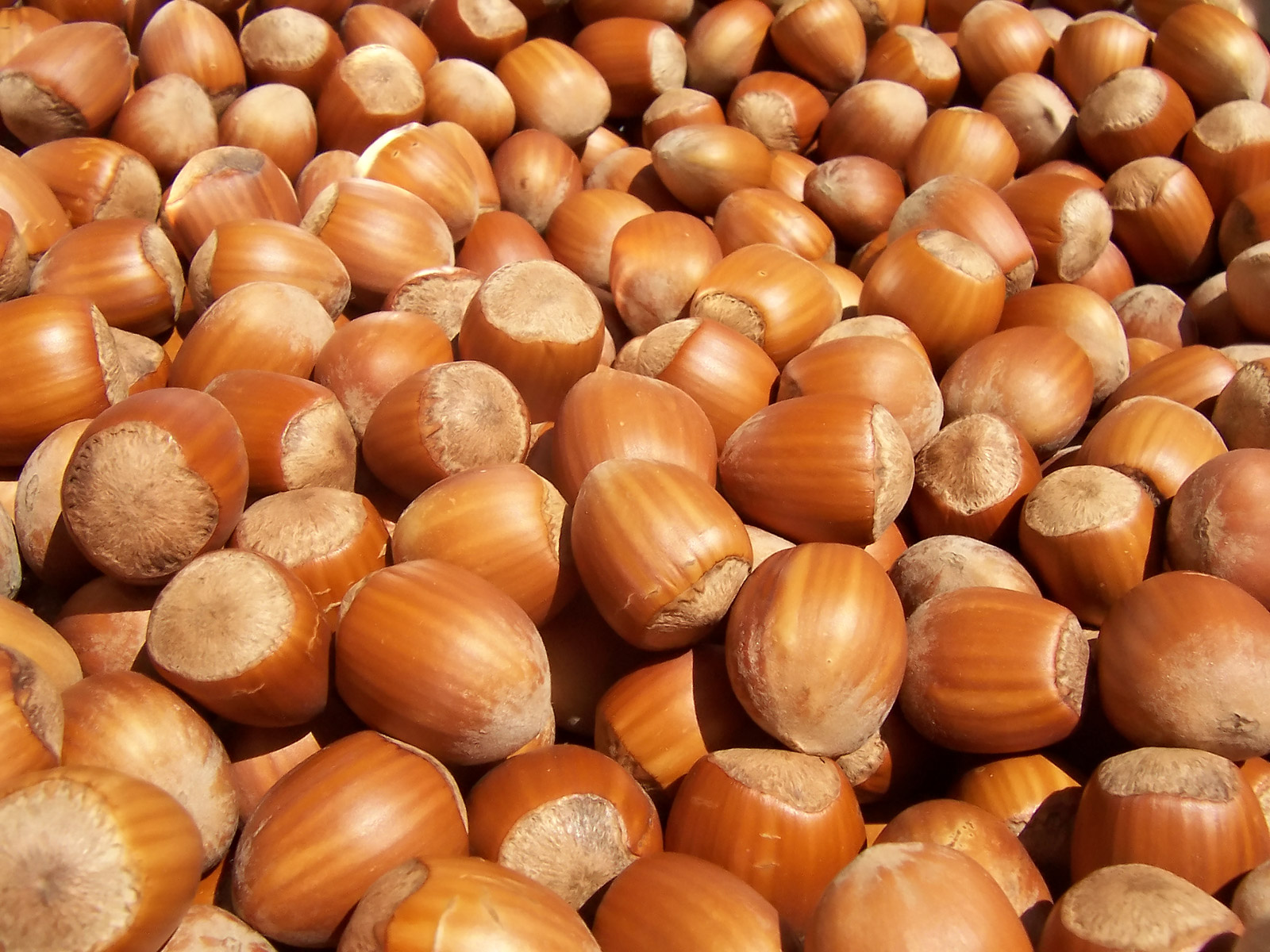
Owoce leszczyny tzw. orzechy laskowe

Leszczyna (Corylus L.) – rodzaj drzew i krzewów klasyfikowany do rodziny brzozowatych (dawniej często do wyodrębnianej rodziny leszczynowatych). Należy tu ok. 16–17 gatunków. Występują one w strefie umiarkowanej półkuli północnej, z centrum zróżnicowania w Azji Wschodniej na obszarze od Himalajów po Japonię. Trzy gatunki rosną w Europie, a dwa w Ameryce Północnej. W Polsce dziko rośnie leszczyna pospolita C. avellana, często uprawiana jest leszczyna turecka C. colurna (rozsiewa się także w parkach) i leszczyna południowa C. maxima, inne gatunki są spotykane rzadko w kolekcjach botanicznych. W naturze leszczyny rosną w lasach i zaroślach, często tworząc podszyt, ale gatunki drzewiaste są też lokalnie ważnym składnikiem drzewostanów. Leszczyny kwitną przed rozwinięciem liści, często jeszcze zimą. Kwiaty zapylane są przez wiatr.
Leszczyny uprawiane są dla jadalnych nasion zawartych w tzw. orzechach laskowych. Wykorzystywane są także do nasadzeń jako rośliny ozdobne (zwłaszcza odmiany o barwnych liściach). Drzewiasta leszczyna turecka wykorzystywana jest jako źródło surowca drzewnego.

## Morfologia
PokrójZwykle kilkumetrowej wysokości krzewy, ale należy tu też kilka gatunków drzewiastych: leszczyna Jacquemonta osiąga ok. 15 m wysokości, leszczyna turecka zwykle ok. 25 m, a leszczyna chińska do 40 m wysokości. Pędy leszczyn pokryte są włoskami, u części gatunków miękkimi, u części sztywnymi, szczecinkowatymi, czasem kłującymi (leszczyna himalajska). Pąki są zaokrąglone lub stępione.
LiścieOpadające zimą, skrętoległe. Ogonki zwykle krótkie, ale u leszczyny tureckiej do 5 cm. Blaszka liściowa szeroka i zwykle sercowata u nasady, na brzegu w różny sposób zwykle podwójnie piłkowana (czasem też nieco klapowana). Liście zwykle owłosione, zwłaszcza od spodu.
KwiatyRozdzielnopłciowe, ale rośliny są jednopienne. Kwiatostany z kwiatami męskimi mają postać zwisających kotek. Ich osie pokryte są łuskowatymi podsadkami w kątach których wyrastają trzy kwiaty. Są one bezokwiatowe i składają się tylko z 4 pręcików. Kwiaty żeńskie ukryte są w pąkach, z których ponad łuski wystawiają czerwone znamiona słupków.
OwoceOrzechy laskowe – kuliste do wydłużonych, o długości od 1 do 2,5 cm, z bardzo twardą skorupą i dużym, pojedynczym nasieniem wewnątrz. Owoce tkwią w okrywie owocowej (involucrum) powstającej ze zrastających się dwóch przysadek, której budowa i długość jest istotną cechą diagnostyczną wykorzystywaną do identyfikacji gatunków.

## Systematyka
Pozycja systematyczna
Rodzaj z rodziny brzozowatych z rzędu bukowców. W obrębie rodziny zaliczany do podrodziny leszczynowych Coryloideae J. D. Hooker. Podrodzina ta wyodrębniana była w dawniejszych systemach często w randze osobnej rodziny, ale analizy filogenetyczne wskazały na bardzo bliskie pokrewieństwo tych grup i w kolejnych wersjach systemów APG rodzaj zaliczany jest do szeroko ujmowanej rodziny brzozowatych.
Wykaz gatunków
- Corylus americana Walter – leszczyna amerykańska
- Corylus avellana L. – leszczyna pospolita
- Corylus chinensis Franch. – leszczyna chińska
- Corylus colchica Albov – leszczyna kaukaska
- Corylus colurna L. – leszczyna turecka, l. drzewiasta
- Corylus × colurnoides C.K.Schneid. – leszczyna pośrednia
- Corylus cornuta Marshall – leszczyna rogata, l. dziobata
- Corylus fargesii (Franch.) C.K.Schneid. – leszczyna Fargesa
- Corylus ferox Wall. – leszczyna himalajska
- Corylus heterophylla Fisch. ex Trautv. – leszczyna różnolistna
- Corylus jacquemontii Decne. – leszczyna Jacquemonta
- Corylus maxima Mill. – leszczyna południowa, l. Lamberta
- Corylus potaninii Bobrov
- Corylus sieboldiana Blume – leszczyna Siebolda
- Corylus wangii Hu
- Corylus wulingensis Q.X.Liu & C.M.Zhang
- Corylus yunnanensis (Franch.) A.Camus

## Zastosowanie
- Orzechy laskowe produkowane głównie z odmian wielkoowocowych mieszańcowego pochodzenia mają duże znaczenie jako produkt spożywczy. Poza tym uzyskuje się z nich olej, który znajduje zastosowanie w przemyśle spożywczym, farmaceutycznym, farbiarskim oraz perfumeryjnym[9].
- Odmiany leszczyny o barwnych liściach uprawiane są jako rośliny ozdobne w parkach i ogrodach[6].
- Lekkie i giętkie drewno leszczyny używa się m.in. do wyrobu obręczy do beczek, a z pędów wykonuje się laski, wędziska i tyczki.
- Węgiel drzewny uzyskany z leszczyny służy do wyrobu pałeczek rysunkowych[9].
- Drewno leszczyny tureckiej, które ma różowy odcień, bywa stosowane w meblarstwie i w rzemiośle artystycznym.
- Z gałązek leszczyny wykonywano różdżki używane przez różdżkarzy do poszukiwania podziemnych źródeł wody, a w średniowieczu sędziowie przy ich pomocy wykrywali złodziei i morderców[10][6].